# Kampala Capital City Authority FC
El Kampala Capital City Authority FC o KCCA FC és un club de futbol ugandès de la ciutat de Kampala.
Va ser fundat el 12 d'abril de 1963 un departament de l'ajuntament de Kampala. Ascendí a primera divisió per primer cop el 1974, i dos anys després de l'ascens, el club guanyà la seva primera lliga. Fins 2014 fou conegut com a Kampala City Council FC.

## Palmarès
- Lliga ugandesa de futbol:[5]
  - 1976, 1977, 1981, 1983, 1985, 1991, 1997, 2007–08, 2012–13, 2013–14, 2015–16, 2016–17, 2018–19
- Copa ugandesa de futbol:[6]
  - 1979, 1980, 1982, 1984, 1987, 1990, 1993, 2004, 2017, 2018
- Copa CECAFA de clubs: 
  - 1978, 2019
- Super 8: 
  - 2018